# SMS Erzherzog Friedrich
SMS Erzherzog Friedrich, predreadnought bojni brod koji je izgradila Austro-ugarska ratna mornarica 1902. godine. Kao drugi brod klase Erzherzoga Karla porinut je 30. travnja 1904. godine. Uključen je u III. diviziju bojnih brodova.
Korvetom su zapovijedali 1858. budući admiral Wilhelm von Tegethoff i poslije kontraadmiral austrougarske ratne mornarice, Hrvat Marko Eugen Florio.